# ایت بیت (استودیو)
ایت بیت (به انگلیسی: Eight Bit) , همچنین تحت نام ۸بیت (به انگلیسی: 8bit) شناخته می‌شود، یک استودیو پویانمایی ژاپنی است که در سپتامبر ۲۰۰۸ تأسیس شد. بلو لاک و اسلایم از تولیدی‌های این استودیو هستند.